# Pawtucket
Pawtucket is een plaats (city) in de Amerikaanse staat Rhode Island, en valt bestuurlijk gezien onder Providence County.

## Demografie
Bij de volkstelling in 2000 werd het aantal inwoners vastgesteld op 72.958.
In 2006 is het aantal inwoners door het United States Census Bureau geschat op 72.998, een stijging van 40 (0,1%).

## Geografie
Volgens het United States Census Bureau beslaat de plaats een oppervlakte van
23,3 km², waarvan 22,6 km² land en 0,7 km² water. Pawtucket ligt op ongeveer 50 m boven zeeniveau.

## Plaatsen in de nabije omgeving
De onderstaande figuur toont nabijgelegen plaatsen in een straal van 8 km rond Pawtucket.

## Geboren in Pawtucket
- Alice Drummond (1928-2016), actrice
- Janet Moreau (1927-2021), atlete
- Wendy Carlos (1939), musicus